# Blue Jeans (film)
Pour les articles homonymes, voir Blue Jeans (homonymie).
Pour plus de détails, voir Fiche technique et Distribution.
Blue Jeans est un film français de Hugues Burin des Roziers, sorti en 1977.

## Synopsis
En été, Julien Morin et d’autres collégiens arrivent à Herne Bay, station balnéaire du Kent, pour y passer un séjour linguistique d’un mois. Les garçons fréquentent plus les établissements de machines pousse pièces que leurs cours et, surtout, courent après les petites Anglaises. Julien entame un flirt platonique avec Janet, une jeune anglaise qui lui préfère bientôt Jean-Pierre, un garçon plus âgé. Sous les quolibets de ses camarades, Julien se prend d’affection pour Jean-Pierre sans toutefois recevoir la même marque d’amitié. Quand il découvre que Jean-Pierre est rentré en France sans lui faire ses adieux, Julien se désespère et va épancher sa peine auprès d’un accompagnateur qui profite de son désarroi pour l’enivrer afin d’abuser de lui,. À l’issue de son séjour en Angleterre, Julien retrouve les siens dans la maison de campagne familiale où il se remet, petit à petit, des coups reçus à l’âme et dans sa chair jusqu’à ce qu'arrive le jour de la rentrée scolaire.

## Fiche technique
- Titre original : Blue Jeans[2]
- Titre alternatif : Blue Jeans, du beurre aux Allemands
- Réalisation : Hugues Burin des Roziers
- Scénario : Hugues Burin des Roziers
- Assistants réalisation : Fabrice Rouleau, Marie Ertaud
- Décors : Michel Rech
- Costumes : Christian Aujard
- Photographie : Jacques Assuérus
- Son : Pierre Befve
- Montage : Gilles Amado
- Musique : David McNeil. Chanson blue jeans écrite et interprétée par David McNeil, arrangements de Jean-Pierre Auffredo.
- Affichiste : Cavasse
- Production : Tim Weldon
- Producteur délégué : Jean-Pierre Fougea
- Directeur de production : Gérard Croce
- Sociétés de production : Chloé Productions (France), Shoot Films (France)
- Sociétés de distribution : Chloé Productions (France), Parafrance Communication, Fravidis (France)
- Pays d’origine :  France
- Tournage : 
  - Langues : français, anglais
  - Année : 1976
  - Extérieurs : Herne Bay (Kent), La Tour-d'Auvergne (Puy-de-Dôme)
- Format : couleur — 35 mm — 1.66:1 — son monophonique
- Genre : drame
- Durée : 80 minutes[3]
- Date de sortie : France 11 février 1977
- (fr) Classification CNC : tous publics (visa d'exploitation no 46339 délivré le 11 février 1977)

## Distribution
- Gilles Budin : Julien Morin
- Michel Gibet : Jean-Pierre
- Gérard Croce : Monsieur Lavigier
- Gabriel Cattand : Monsieur Lawn
- Pierre Bonzans : Monsieur Morin
- Daïna Lavarenne : Madame Morin
- Marthe Mercadier : la mère de Jean-Luc
- Fabrice Rouleau
- Bérengère Dautun
- Katia Tchenko : la prostituée
- Pierre Marichal : Maurice
- Lionel Melet : Lionel
- Romain Tagli : un copain

## Accueil critique
Analyse de Jean-Louis Cros, publiée en octobre 1977 dans La Saison cinématographique 77, numéro 320-321 de La Revue du cinéma : « Plutôt que de À nous les petites Anglaises, c'est de La Meilleure Façon de marcher que ce film pourrait se rapprocher : phénomène de rejet, intolérance du groupe vis-à-vis de l'individu différent, humiliation, constituent les épiphénomènes d'une vieille répression : la schématisation sexuelle, ici à l'œuvre chez les jeunes. Qui ne cède pas à la fanfaronnade inflationniste des « collections de nanas » est forcément homosexuel ; et ainsi le problème de sa propre incertitude est évacué. L'ordre social a besoin de catégories ; la tendresse, l'amour, doivent être certifiés conformes pour avoir droit à l'existence. Le propos est de portée générale. Mais Blue Jeans est aussi une approche psychologique minutieuse de l'adolescence : fascination romantique pour les plus grands, sentimentalisme, décalage des valeurs : à ma droite celles de la famille qui veut conserver son chérubin, à ma gauche, celle du chérubin qui se projette dans un avenir adulte non encore sien. Age de souffrances, de frustrations, mais sûrement ni bête ni bienheureux comme le prétendent les stéréotypes, que l'auteur dépeint avec sûreté dans le scénario, les situations, les personnages. »

## Édition
- Un disque 45 tours de la musique du film, Bande originale du film « Blue Jeans », distribué par RCA, sort en 1977 : avec en face A la chanson Blue Jeans écrite et interprétée par David McNeil, et en face B les instrumentaux Herne Bay's Blues (composé par Jean-Pierre Auffredo) et Blue Jeans (composé par David McNeil).
- Le film est commercialisé en VHS en 1995 par la société Fil à Films. En 2015 il sort en dvd chez CMV Laservision, en Allemagne, sous le titre Erste Versuchungen, dans sa version originale française avec des sous-titres optionnels en allemands (réédité en 2019).